# Philipp Karl München
Philipp Karl München (* 20. September 1777 in Dudeldorf, Eifel; † 20. März 1858 in Luxemburg) war ein deutscher Jurist und von 1840 bis 1858 Präsident des höchsten luxemburgischen Gerichts.

## Leben
Philipp Karl München war Sohn des Notars Johann München und dessen Ehefrau Margarethe geb. Tyllion sowie Bruder des Pfarrers Johann Jakob München. Der Theologe und Historiker Dominik Konstantin München war sein Vetter. Philipp Karl erhielt seine Ausbildung an den Kollegien in Trier, Luxemburg und Hillesheim (Eifel).
Im Jahr 1800 ging er ans Jurastudium und wurde danach Anwalt am Amtsgericht in Bitburg und Echternach.
1805 wurde München an den gleichen Gerichten Ergänzungsrichter.
1811 wurde er von der französischen Regierung zum Präsidenten des Tribunals in Quakenbrück ernannt und 1814 oberster Verwaltungsbeamter des Arrondissements Luxemburg.
Nach der Niederlage Napoleons spielte München weiterhin eine führende Rolle in der Verwaltung und Justiz Luxemburgs.
1831 wurde er Mitglied des Obergerichts. Von 1840 bis 1858 war München Präsident des höchsten luxemburgischen Gerichts. Er wurde als ein scharfsinniger und fähiger Bürger des Landes gewürdigt und seine Integrität und Unabhängigkeit wurden hervorgehoben.
Philipp Karl München starb im Alter von 80 Jahren in Luxemburg.